# بختیارلیق
بختیارلیق (به ترکمنی: Bagtyýarlyk، باغتیٛارلیٛق) یک منطقه مسکونی در ترکمنستان است که در استان لب آب واقع شده است. بزرگ‌راه M37 از این ناحیه می‌گذرد.
سابقا نام این شهرک، آجی و همینطور اوچ‌آجی بوده است.